# Kevermes
Kevermes is een plaats (nagyközség) en gemeente in het Hongaarse comitaat Békés. Kevermes telt 2453 inwoners (2002).